# Star Trek: Picard
Star Trek: Picard je americký sci-fi televizní seriál, v pořadí osmý z řady seriálů ze světa Star Treku. Zveřejňován je na internetové platformě Paramount+ (původně pojmenované CBS All Access), úvodní díl měl premiéru 23. ledna 2020. Ve většině zemí světa je dostupný na službě Prime Video. Seriál se zaměřuje na postavu Jean-Luca Picarda, jehož roli si zopakoval Patrick Stewart. Odehrává roku 2399, tedy 20 let po událostech filmu Star Trek: Nemesis (2002), v němž se Stewart coby Picard objevil naposledy.
Natáčení seriálu bylo zahájeno v dubnu 2019. V červnu 2019 se showrunnerem seriálu stal Michael Chabon. Jako „předehra“ posloužil díl „Children of Mars“ krátkometrážního antologického seriálu Star Trek: Short Treks, zveřejněný dva týdny před premiérou Picarda. Dne 12. ledna 2020 oznámila televize CBS, že seriál získá druhou řadu, jejímž showrunnerem se stal Terry Matalas. Třetí série byla potvrzena v září 2021.

## Příběh
V roce 2399 žije Jean-Luc Picard, admirál Hvězdné flotily ve výslužbě, poklidný život ve svém venkovském domě ve Francii, obklopeném vinicemi. S Flotilou se rozešel před 14 lety ve zlém, neboť po záhadném útoku androidů na Mars, při kterém se vznítila jeho stratosféra a planeta tak není dosud obyvatelná, došlo ze strany Spojené federace planet k zákazu syntetického života, rozebrání stávajících androidů a ukončení výzkumu v této oblasti. Na Marsu se v té době připravovala záchranná flotila k Romulu, kterou měl vést právě Picard a která měla zachránit co nejvíce Romulanů před tím, než se jejich slunce změní v supernovu, což se stalo v roce 2387 (film Star Trek, 2009). Záchranná operace byla zrušena a Picard se nyní stále trápí tím, že se nepostavil nadřízeným a nestál si za názorem, že Federace má pokračovat v evakuaci romulského obyvatelstva. Vzpomíná také na svého přítele, androida Data, který pod ním kdysi sloužil a který za něj položil před 20 lety ve službě život (film Star Trek: Nemesis, 2002), s čímž se dosud nedokáže vyrovnat. Admirála vyhledá mladá žena jménem Dahj, kterou nedávno napadlo romulanské tajné komando. Další pokus už Dahj nepřežije, Picard však zjistí, že byla androidem a že má sestru-dvojče Soji. Vydá se tak zpět do vesmíru na soukromou misi, aby Soji, domnělou Datovu dceru, před Romulany zachránil, i když nemá žádnou loď ani posádku, a ani neví, kde se androidka nachází.
Ve druhé řadě se Picard, Juratiová, Elnor, Raffi, Rios a Sedmá z devíti vlivem bytosti Q ocitnou v alternativní budoucnosti, kde vládne xenofobická Konfederace Země. Té se vojensky značně daří, dokázala zlikvidovat i Borgy. Picardovi, který má v této realitě hodnost generála, je nabídnuta čest slavnostně zabít poslední borgskou královnu. Od té se však dozvědí, že tato upravená budoucnost byla změněna událostí v roce 2024, a borgská královna je jediná, kdo je může dostat do minulosti. Spolu s ostatními ji tedy unesou na Riosovu loď, La Sirenu. Poté se úspěšně vrátí do minulosti, i když s velkým poškozením plavidla. Navíc při cestě podlehne Elnor zraněním. Picard, Sedmá a Rios se vydají hledat osobu zvanou Hlídač, která by jim mohla pomoci zjistit, čím byla budoucnost upravena. Rios je při transportu zraněn, je převezen na kliniku a následně zatčen včetně přítomné doktorky Teresy Ramirezové imigračním úřadem. Teresa je však propuštěna a Riose dostanou ze zajetí Raffi a Juratiová. Agnes se zatím připojí do mysli královny a podaří se jí získat polohu Hlídače. Picard se na souřadnicích setká s mladší verzí své přítelkyně Guinan, která mu jej nakonec pomůže nalézt. S Hlídačem Tallinn zjistí, že Q se snaží odradit Picardova předka, Renée Picardovou, od účasti na kosmickém letu k měsíci Io, což je právě ona událost, která změní budoucnost. Mezitím doktorka Juratiová musí zabít borgskou královnu, ta ale těsně před smrtí přenese své vědomí do doktorčina těla. Tým se vydá přesvědčit Renée, aby se na misi vydala, což se nakonec Picardovi podaří. Admirála však vzápětí srazí autem doktor Soong, genetik, který se za každou cenu snaží nalézt lék na nemoc své dcery Kore. Picard ještě stihne odstrčit Renée, čímž ji zachrání. Admirál je převezen na Teresinu kliniku, fyzicky je sice v pořádku, avšak v kómatu jej zadržuje vzpomínka z dětství. S Tallinninou pomocí se probudí a odejde za Guinan. Tam však oba zadrží agent FBI, který získal záznam Picarda, jak se transportuje z lodi. Rios vezme na palubu La Sireny Teresu, do které se zamiloval, a jejího syna.

## Obsazení
- Patrick Stewart jako Jean-Luc Picard, admirál Hvězdné flotily ve výslužbě, bývalý kapitán USS Enterprise-D a USS Enterprise-E
- Alison Pillová jako doktorka Agnes Juratiová, expertka na syntetický život (1.–2. řada)
- Isa Brionesová jako Soji Asha, androidka s organickým tělem (1. řada), a jako Kore Soongová, dcera Adama Soonga (2. řada)
- Evan Evagora jako Elnor, romulanský bojovník, vychovávaný od dětství v sektě jeptišek-bojovnic (1.–2. řada)
- Michelle Hurdová jako Rafaella „Raffi“ Musikerová, Picardova přítelkyně, závislá na drogách, bývalá důstojnice Rozvědky Hvězdné flotily
- Santiago Cabrera jako Cristóbal „Chris“ Rios, kapitál a majitel lodi La Sirena, bývalý důstojník Hvězdné flotily a první důstojník USS ibn Majid
- Harry Treadaway jako Narek, romulanský agent (1. řada)
- Jeri Ryanová jako Sedmá z devíti (v originále Seven of Nine), členka skupiny Fenris Rangers, bývalý Borg a členka posádky USS Voyager (2.–3. řada, jako host v 1. řadě)
- Orla Bradyová jako Laris, Picardova romulanská hospodyně (2. řada, v 1. a 3. řadě jako host), a jako Tallinn, Hlídač (v originále Supervisor; 2. řada)
- Brent Spiner jako doktor Adam Soong, genetik a otec Kore (2. řada), a jako Dat, Altan Inigo Soong, a Lore
- Ed Speleers jako Jack Crusher, syn Beverly Crusherové a Jean-Luc Picarda (3. řada)

| Herec                  | Postava                             | Řada            | Řada            | Řada            |
| Herec                  | Postava                             | 1               | 2               | 3               |
| Hlavní obsazení        | Hlavní obsazení                     | Hlavní obsazení | Hlavní obsazení | Hlavní obsazení |
| ---------------------- | ----------------------------------- | --------------- | --------------- | --------------- |
| Patrick Stewart        | Jean-Luc Picard                     | hlavní          | hlavní          | hlavní          |
| Alison Pill            | Agnes Jurati / Borgská královna     | hlavní          | hlavní          | Does not appear |
| Isa Briones            | Soji Asha                           | hlavní          | hlavní          | Does not appear |
| Isa Briones            | Dahj Asha                           | hlavní          | Does not appear | Does not appear |
| Isa Briones            | Sutra                               | hlavní          | Does not appear | Does not appear |
| Isa Briones            | Kore Soong                          | Does not appear | hlavní          | Does not appear |
| Harry Treadaway        | Narek                               | hlavní          | Does not appear | Does not appear |
| Michelle Hurd          | Raffi Musiker                       | hlavní          | hlavní          | hlavní          |
| Santiago Cabrera       | Chris Rios                          | hlavní          | hlavní          | Does not appear |
| Evan Evagora           | Elnor                               | hlavní          | hlavní          | Does not appear |
| Jeri Ryan              | Sedmá z devíti                      | vedlejší        | hlavní          | hlavní          |
| Orla Brady             | Laris                               | vedlejší        | hlavní          | hostující       |
| Orla Brady             | Tallinn                             | Does not appear | hlavní          | Does not appear |
| Brent Spiner           | Dat                                 | hostující       | Does not appear | vedlejší        |
| Brent Spiner           | Altan Inigo Soong                   | hostující       | Does not appear | hostující       |
| Brent Spiner           | Adam Soong                          | Does not appear | hlavní          | Does not appear |
| Brent Spiner           | Lore                                | Does not appear | Does not appear | vedlejší        |
| Ed Speleers            | Jack Crusher                        | Does not appear | Does not appear | hlavní          |
| Vedlejší obsazení      |                                     |                 |                 |                 |
| Jonathan Del Arco      | Tim (Hugh)                          | vedlejší        | Does not appear | Does not appear |
| Jamie McShane          | Zhaban                              | vedlejší        | Does not appear | Does not appear |
| Tamlyn Tomitová        | Commodore Oh                        | vedlejší        | Does not appear | Does not appear |
| Peyton Listová         | Narissa Rizo                        | vedlejší        | Does not appear | Does not appear |
| Rebecca Wisocky        | Ramdha                              | vedlejší        | Does not appear | Does not appear |
| Annie Wersching        | Borgská královna                    | Does not appear | vedlejší        | Does not appear |
| John de Lancie         | Q                                   | Does not appear | vedlejší        | hostující       |
| Whoopi Goldbergová     | Guinan                              | Does not appear | hostující       | Does not appear |
| Ito Aghayere           | Guinan                              | Does not appear | vedlejší        | Does not appear |
| Penelope Mitchell      | Renée Picard                        | Does not appear | vedlejší        | Does not appear |
| Sol Rodríguez          | Dr. Teresa Ramirez                  | Does not appear | vedlejší        | Does not appear |
| Jonathan Frakes        | William Riker                       | hostující       | Does not appear | vedlejší        |
| Marina Sirtisová       | Deanna Troi                         | hostující       | Does not appear | vedlejší        |
| Gates McFaddenová      | Beverly Crusherová                  | Does not appear | Does not appear | vedlejší        |
| Todd Stashwick         | Kapitán Liam Shaw                   | Does not appear | Does not appear | vedlejší        |
| Ashlei Sharpe Chestnut | Sidney La Forge                     | Does not appear | Does not appear | vedlejší        |
| Michael Dorn           | Worf                                | Does not appear | Does not appear | vedlejší        |
| Amanda Plummer         | Vadic                               | Does not appear | Does not appear | vedlejší        |
| LeVar Burton           | Geordi La Forge                     | Does not appear | Does not appear | vedlejší        |
| Mica Burton            | Alandra La Forge                    | Does not appear | Does not appear | vedlejší        |
| Hostující herci        |                                     |                 |                 |                 |
| Wil Wheaton            | Wesley Crusher                      | Does not appear | hostující       | Does not appear |
| Thomas Dekker          | Titus Rikka                         | Does not appear | Does not appear | hostující       |
| Daniel Davis           | Profesor James Moriarty             | Does not appear | Does not appear | hostující       |
| Michelle Forbesová     | Komandér Ro Laren                   | Does not appear | Does not appear | hostující       |
| Tim Russ               | Tuvok                               | Does not appear | Does not appear | hostující       |
| Elizabeth Dennehy      | Admirál flotily Elizabeth Shelbyová | Does not appear | Does not appear | hostující       |
| Alice Krigeová         | Borgská královna                    | Does not appear | Does not appear | hostující       |

## Vysílání
| Řada | Díly | Premiéra v USA | Premiéra v USA  | Stanice v USA  |
| Řada | Díly | První díl      | Poslední díl    | Stanice v USA  |
| ---- | ---- | -------------- | --------------- | -------------- |
| 1    | 10   | 23. ledna 2020 | 26. března 2020 | CBS All Access |
| 2    | 10   | 3. března 2022 | 5. května 2022  | Paramount+     |
| 3    | 10   | 16. února 2023 | 20. dubna 2023  | Paramount+     |